# Нове Ізамбаєво (Яльчицький район)
Нове Ізамба́єво (рос. Новое Изамбаево, чув. Исампаел) — присілок у складі Яльчицького району Чувашії, Росія. Входить до складу Янтіковського сільського поселення.
Населення — 223 особи (2010; 294 у 2002).
Національний склад:
- чуваші — 99 %